# アルフレート・ザールヴェヒター

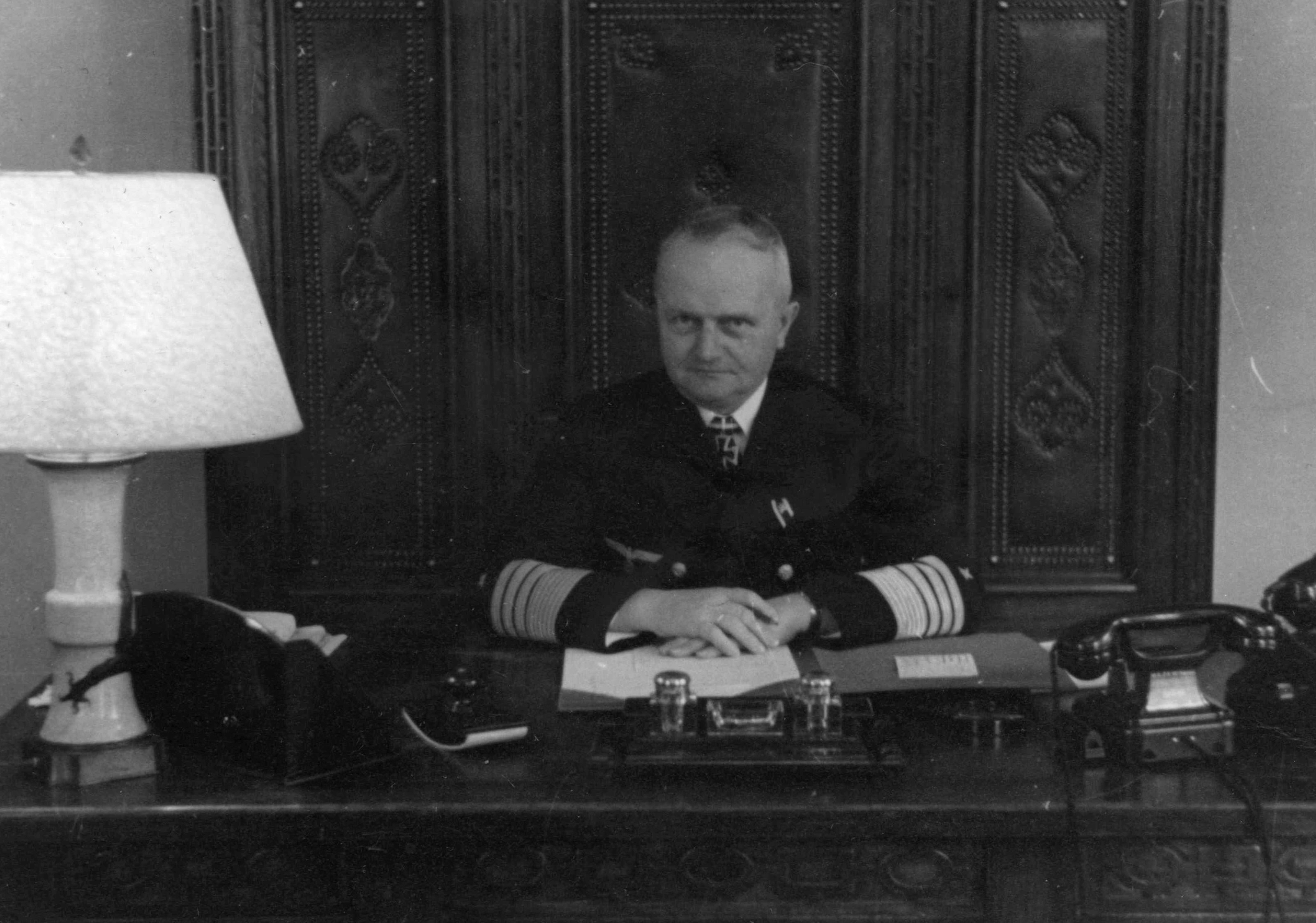
ザールヴェヒター

アルフレート・ザールヴェヒター（ドイツ語: Alfred Saalwächter, 1883年1月10日 – 1945年12月6日）は、ドイツの海軍軍人。最終階級は海軍上級大将。

## 経歴
ドイツ帝国のシレジア地方ノイザルツ（現ポーランドルブシュ県ノヴァ・スル）に工場主の息子として生まれる。1901年4月、18歳の時にドイツ海軍兵学校に入学し、フリゲート「モルトケ」及び訓練艦「ヘルタ」で教育を受けた。卒業後、第2水兵師団、ついで戦艦「ヘッセン」、さらに第2海軍根拠地師団に配属される。1906年、23歳で中尉に昇進、1908年に第2水雷艇師団で第I部長副官に転じる。ついで大巡洋艦「グナイゼナウ」に転属。1910年に上級中尉に昇進し、戦艦「ハノーファー」、ついで「ヴェストファーレン」で第I艦隊司令長官フーゴー・フォン・ポール中将の副官を務める。1911年4月に大尉に昇進し、ベルリンの海軍軍令部に転属となり、作戦部に属した。
第一次世界大戦中の1915年3月、戦艦「フリードリヒ・デア・グローセ」に転属となる。1916年2月に潜水艦部隊に転属となり、潜水艦学校で教育を受けた後、潜水艦U 25、U46、U94の艦長を務めた。戦功により第一級鉄十字章、およびホーエンツォレルン家勲章を受章した。終戦時は潜水艦司令官の下で参謀将校を務めていた。
戦後はヴァイマル共和国軍に採用され、1920年に少佐に昇進。部隊勤務や人事部勤務を経て、海軍総司令官首席参謀として戦艦「ブラウンシュヴァイク」に勤務した。1926年10月、軽巡洋艦「アマツォーネ」艦長に任命され、1年後に中佐として戦艦「シュレジエン」艦長に就任した。1928年10月に大佐に昇進し、2年間艦隊参謀長を務めた。1932年10月、海軍統帥部海防部長に転じる。1933年10月に海軍教育総監に任命される。以後の5年間、若い海軍将校に大きな影響を与えた。その間1935年4月に中将、1937年6月に大将に昇進した。1938年10月、ヴィルヘルムスハーフェンの北海鎮守府司令官に任命された。
第二次世界大戦が勃発すると、西方方面司令官に任命され、ヘルマン・ベーム、ヴィルヘルム・マルシャル、ギュンター・リュッチェンスらの率いる艦隊による北海・北大西洋でのドイツ海軍の作戦行動を統括した。1940年1月に上級大将に昇進し、ロルフ・カールスと共に北欧侵攻作戦でのドイツ海軍の作戦を指導した。戦功により1940年5月に騎士鉄十字章を受章した。1940年からは北大西洋やイギリス海峡での作戦行動を指導したが、1942年9月に海軍総司令官付に転出し、ヴィルヘルム・マルシャルに職を譲った。
総司令官付となったのちに退役したが、敗戦直後の1945年7月に赤軍ドイツ占領軍に逮捕され、ベルリンの監獄に投獄された。8月に赤軍軍事法廷に起訴され、長期の重労働刑の判決を受けた。あるいは死刑判決を受け、同年12月に銃殺刑となったとも言われる。
ザールヴェヒターの死の状況についてはこんにちなお明らかになっていない。ソビエト連邦崩壊後の1994年にロシア法務省により名誉回復された。